# Lepidothrix coronata
Lepidothrix coronata là một loài chim trong họ Pipridae.